# Рябчиков, Дмитрий Иванович
Дми́трий Ива́нович Ря́бчиков (6 ноября 1904, деревня Шелковка (Шелково) Шелковской волости Можайского уезда Московской губернии (ныне в Рузском районе Московской области) — 18 сентября 1965, Москва) — советский химик-аналитик, член-корреспондент Академии наук СССР. Лауреат Сталинской премии.

## Биография
Д. И. Рябчиков родился в крестьянской семье. В 1924 году поступил учиться на промышленно-технологический факультет Московского института народного хозяйства им. Г. В. Плеханова. После окончания института, в 1930 году, работал в Институте платины АН СССР (Ленинград), с 1931 — в Институте общей и неорганической химии АН СССР (ИОНХ).
В ИОНХ Д. И. Рябчиков работал под руководством академика Н. С. Курнакова, изучал смешанные сульфаты калия-магния и их эффективность в качестве удобрений. В 1935—1938 годах возглавлял экспедиции по изучению солевых месторождений Западного Казахстана и Прикаспийской низменности, в 1942—1944 годах — по изучению Средней Азии (в этот период он работал в Ташкенте в Химическом институте Узбекского филиала АН СССР).
В 1935 году защитил кандидатскую диссертацию по изучению свойств комплексных соединений «К вопросу о силе изомерных оснований комплексов двухвалентной платины» (научный руководитель диссертации — А. А. Гринберг). В 1942 году защитил докторскую диссертацию «Тиосульфатные соединения платины и некоторых других тяжёлых металлов».
В 1944 году начал работать в Лаборатории геохимических проблем Академии наук СССР, где занимался вопросами получения редкоземельных элементов особой чистоты. В 1947 году в составе лаборатории перешёл в только что созданный Институт геохимии и аналитической химии АН СССР.
В 1950-е годы Рябчиков начал исследования по химии и аналитической химии урана и тория. В 1960 году опубликовал монографию «Аналитическая химия тория», совместно с Е. К. Гольбрайх.
Исследование Рябчиковым теоретических проблем химических процессов при ионном обмене дало возможность синтезировать ионообменные смолы избирательного действия. Сравнительное исследование ионообменных смол, выпускавшихся в то время отечественной промышленностью, способствовало их широкому внедрению в лабораторную и заводскую практику. Был предложен новый метод определения меди, железа и рения с помощью ионного обмена. В 1962 году Рябчиков совместно с И. К. Цитовичем опубликовал монографию «Ионообменные смолы и их применение», в которой обобщён весь опыт работы в этой области.
Основные исследования Д. И. Рябчикова относятся к неорганической и аналитической химии редких элементов и химии их комплексных соединений. Разработал методы получения, разделения, очистки и анализа комплексных соединений урана, тория, циркония, гафния, индия, рения, технеция, а также редкоземельных элементов.
С 1935 по 1960 годы был профессором, заведующим кафедрой общей химии Московского областного педагогического института. В 1949 году выпустил институтский учебник «Общая химия».
В 1964 году избран членом-корреспондентом Академии наук СССР по отделению физикохимии и технологии неорганических материалов (специальность — аналитическая химия).
18 сентября 1965 года на пешеходном переходе близ своего дома — «высотки» на Котельнической набережной в Москве Рябчиков был сбит автомашиной «Форд», которой управлял футболист московского «Спартака» Юрий Севидов, скрывшийся с места происшествия. Рябчиков был доставлен в 23-ю больницу, где умер на операционном столе. Севидов был приговорен к длительному сроку лишения свободы. Всё руководство «Спартака» (руководитель команды Н. Старостин, главный тренер Н. Симонян и его помощники Н. Тищенко и С. Сальников) вынуждено было уйти в отставку. Этот инцидент получил противоречивое освещение в прессе.
Похоронен на Новодевичьем кладбище г. Москвы (участок 8).

## Награды и премии[11][12]
- Орден Ленина (29.10.1949)
- два ордена Трудового Красного Знамени (4.01.1954; 6.11.1964)
- Орден «Знак Почёта» (19.09.1953)
- Медаль «За доблестный труд в Великой Отечественной войне 1941-1945 гг.»
- Медаль «В память 800-летия Москвы» (1947)
- Сталинская премия II степени (1949) — за аналитические исследования урана и плутония в рамках советского атомного проекта.
- Заслуженный деятель науки и техники РСФСР.
- Золотая медаль Выставки достижений народного хозяйства СССР — ВДНХ
- Серебряная медаль ВДНХ

## Семья
Сын — Рябчиков, Игорь Дмитриевич, российский геохимик.